# María Martín López
María Martín López (Pedro Bernardo, 1930 - Buenaventura, 23 de julio de 2014), fue una luchadora española por la memoria histórica, víctima del franquismo y protagonista de los documentales Vencidxs (2013) y El silencio de otros (2018).

## Infancia
María Martín, hija de Faustina López González, limpiadora, y de Mariano Martín de la Cruz, jornalero, creció en Pedro Bernardo (Ávila). Tenía 6 años, una hermana de doce y otra de dos, cuando el 21 de septiembre de 1936 fusilaron a su madre, después de que los falangistas le hubieran rapado la cabeza para pasearla por el pueblo. Su cadáver desnudo fue lanzado a una fosa junto a los de tres mujeres más y veintisiete hombres. De niñas, María y sus hermanas sufrieron innumerables humillaciones, como apedrearlas al pasar o llevarlas al cuartel de la Guardia Civil para purgarlas obligándolas a tomar aceite de ricino con guindillas. María siempre trató de ocultarle a su padre dichas vejaciones para evitarle mayores sufrimientos, ya que él también sufrió constantes palizas en el pueblo y nunca consiguió recuperarse de la pérdida de su mujer. Hasta su fallecimiento en 1977, el padre de María Martín solicitó varias veces que le permitieran recoger los restos de su mujer para enterrarla en el cementerio, pero en el pueblo se lo impidieron con recomendaciones amenazantes de no seguir molestando con ese asunto, no fuera a correr él la misma suerte que su esposa.

## Vida adulta
Se casó con su compañero, Daniel Martín, se dedicaron a la ganadería y tuvieron cuatro hijos. El 7 de diciembre de 1963 nació su primera hija en la clínica Santa Cristina de Madrid. María Martín siempre sospechó que se la robaron nada más nacer para dársela a alguien que quería adoptar un bebé. La anestesiaron, le sacaron el bebé con fórceps y, cuando despertó, le informaron de que la niña había sido llevada a la incubadora. Después de mucho pedir que se la dejaran ver, una monja le dijo que ya llevaba varios días enterrada.
Con 81 años se convirtió en la primera víctima del franquismo en declarar ante el Tribunal Supremo por los crímenes de la Guerra Civil y la dictadura. Ante el juez instructor Luciano Varela prestó declaración sobre la desaparición de su madre. Falleció sin haber conseguido que exhumaran a su madre de la fosa que ella visitaba a diario; no obstante, su hija M. Ángeles Martín Martín continuó con la lucha por recuperar los restos de su abuela Faustina.
Su historia de padecimientos y lucha fue recogida en sendos documentales: Vencidxs, en el que se entrevista a más de un centenar de represaliados de la dictadura franquista, y El silencio de otros -ganador de un premio Goya en 2019 y dos premios Emmy en 2020- que, tomando la Querella argentina contra los crímenes del franquismo como punto de partida, denuncia el manto de silencio bajo el que, tras la muerte del dictador, siguieron ocultos los crímenes sufridos por María Martín y otras víctimas de robos de bebés, torturas policiales o con familiares desaparecidos enterrados en cunetas aún por exhumar.